# 被刺穿的時間
被刺穿的時間是比利時超現實主義畫家雷內·馬格利特於1938年的油畫畫作，現為芝加哥藝術博物館永久藏品並展出於博物館新翼。

## 簡介
畫作描繪了一列LMS的4-6-0蒸汽機車從房間裏壁爐的牆中突出，並從其煙囪冒出蒸汽。壁爐上有一塊掛着的鏡子的下半截，及放着一個鐘和兩個小燭臺，鏡子倒映出鐘和左邊的燭臺。畫中的蒸汽機車比實際小得多，這種大幅改變物件的比例是馬格利特的常用手法。
作品是為資助人艾華·詹姆斯所作的作品之一，亦是繼《禁止複製》後用以展示於其倫敦的舞廳的第二幅畫。博物館於1970年在他手上買下此作，當時他正為建造其超現實主義雕塑園林Las Pozas籌集資金。

## 馬格利特的想法
畫作的英語譯名廣泛採用「Time Transfixed」（凝固的時間），但其原文的字義應為「連續的時間被匕首刺穿」。據稱馬格利特並不滿意此譯名。
馬格利特希望詹姆斯會將此作掛於樓梯下層，因此步上舞廳的每名賓客都會被蒸汽機車刺中。但詹姆斯將其掛於壁爐上方。
馬格利特形容他這作品與想法的神秘有關：
|  | 我決定繪畫蒸汽機車的形象...為了喚起其神秘的特質，另一個人們同樣熟悉的、並不神秘的形象——飯廳的一座壁爐——與之結合。 |